# Thysanoplusia bipartita
Thysanoplusia bipartita là một loài bướm đêm trong họ Noctuidae.